# Konnevesi
Konnevesi is een gemeente in de Finse provincie West-Finland en in de Finse regio Centraal-Finland. De gemeente heeft een landoppervlakte van 512,94 km² en telt 2.521 inwoners (2022).